# Mephisto-Walzer

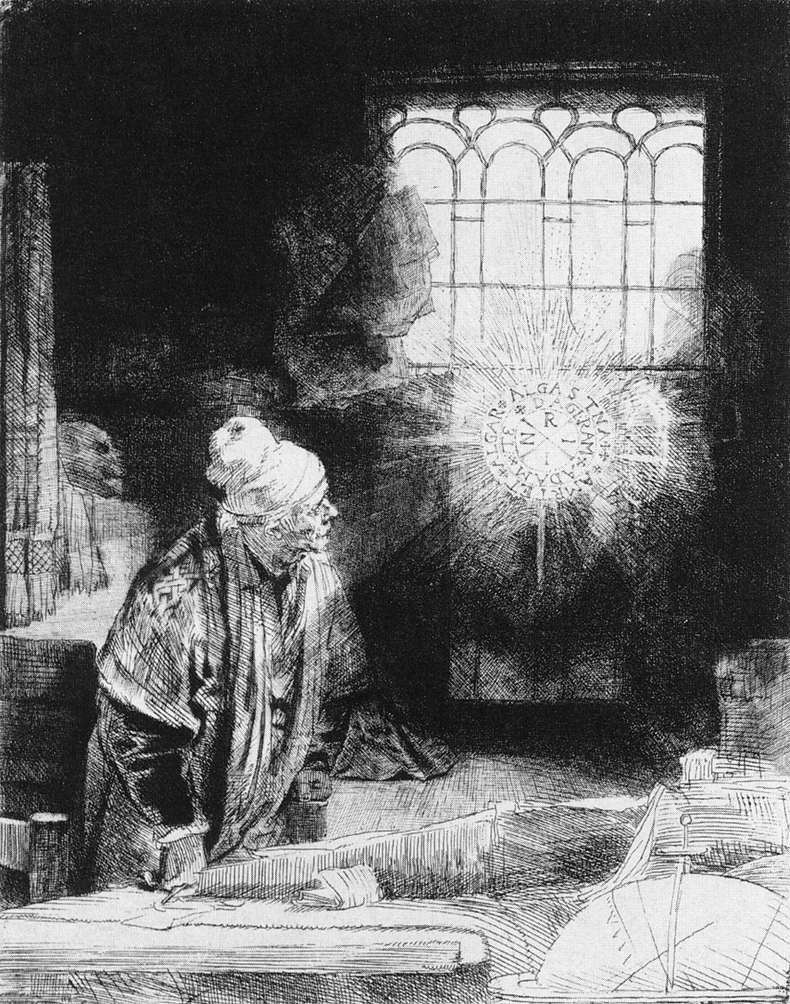
Fausto, grabado de Rembrandt, 1650-1652.

Los Mephisto-Walzer (alemán: "valses Mefisto" o "valses de Mefisto") son cuatro valses compuestos por Franz Liszt en los siguientes periodos: de 1859 a 1862, entre 1880 y 1881, en 1883 y en 1885, respectivamente. Los dos primeros fueron compuestos en un principio para orquesta, y luego se arreglarían para piano solo, dueto y dos pianos. Los otros dos, el tercero y el cuarto, solo fueron compuestos para piano solo. El primero de estos Mephisto-Walzer es el más conocido de los cuatro y es el que más comúnmente se ha grabado y se ha interpretado en conciertos.

## Los valses

### Primer Vals de Mefisto:Der Tanz in der Dorfschenke
El Mephisto-Walz n.º 1, „Der Tanz in der Dorfschenke" (alemán: "El baile en la taberna del pueblo"), fue concebido primero para orquesta y más tarde como obra para piano. Tiene tres versiones: la orquestal (S.110/2), el dueto para piano (S.599/2) y la versión para piano solo (S.514). Todas ellas datan del trienio entre 1859 y 1862. Sin embargo, Liszt ya había empezado a componer la versión para orquesta algo antes, pues fue escrita entre 1856 y 1861. Fue a partir de 1859 cuando empezó a adaptarla solo para piano. 

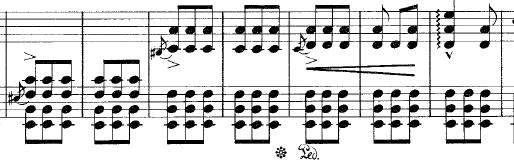
Fragmento del inicio del Primer Vals de Mefisto.

Este vals es un claro ejemplo de música programática, ya que toma para su programa un episodio del Fausto de Nikolaus Lenau (1802-1850), no del de Goethe. El Vals Mefisto n.º 1 está dedicado a Carl Tausig, el alumno favorito de Liszt. Desgraciadamente, Tausig murió prematuramente en 1870, a los 29 años de edad.
El episodio que Liszt eligió de la obra de Lenau transcurre en la taberna del pueblo (La danza/Taberna del pueblo/Boda. Música y danza) y es de una naturaleza más bien erótica: Fausto y Mefistófeles, como cazador, entran en un bar donde se está celebrando una fiesta por una boda. Mefisto coge un violín de uno de los juglares, lo afina (representado en la pieza de Liszt por las quintas al inicio del vals) y entonces comienza a tocar una melodía frenética. Después, el vals se ralentiza y da inicio un nuevo tema, amoroso, que intoxica a todos los campesinos allí presentes. En el texto de Lenau, incluso las "resonantes paredes de la taberna se lamentan, verdes ("blancas" en el texto) de envidia, porque no se pueden unir a la danza". Fausto aprovecha la situación y coge a la novia para bailar con ella, una belleza de ojos negros (que no es "Gretchen" sino "Hannchen"). Tras de un poco de cortejo, se fuga con ella hacia el bosque. Un ruiseñor canta una melodía y la música de Liszt crece hasta un impresionante clímax cuando la pareja "es tragada por las impetuosas olas del rapto amoroso" (según el texto de Lenau). Previamente al cenit de la huida de Fausto y la novia, Liszt hace reaparecer el sensual tema lírico del vals. 
La intención original de Liszt era publicar el Vals de Mefisto n.º 1 al mismo tiempo que otro episodio de Lenau, La procesión nocturna („Der nächtliche Zug"), que debería preceder a este primer vals, aunque en la obra de Lenau ese episodio fuera posterior a la danza de la posada: 

"...la publicación de los dos episodios del Fausto de Lenau... se lo confío al juicio de Schubert; sobre si la versión para piano debe aparecer primero, a mí me es igual; lo único importante es que ambas piezas deben aparecer simultáneamente, la Procesión nocturna como n.º 1 y el Mephisto-Walz como n.º 2. Naturalmente, no hay ninguna relación temática entre las dos piezas; pero sin embargo, sí que guardan relación por todos los contrastes y los sentimientos ¡Un Mefisto de este tipo sólo puede surgir de tal caniche!..."
(de una carta de Liszt a Franz Brendel, Roma, 29 de agosto de 1862)

El deseo de Liszt no se cumplió finalmente, pues las dos partes del Fausto fueron publicadas por separado.

### Segundo Vals de Mefisto
El Mephisto-Walz n.º 2 (S.515, S.111) siguió al primer tras un espacio temporal de unos veinte años, pues fue compuesto entre 1878 y 1881. Liszt se lo dedicó al compositor francés Camille Saint-Saëns. Liszt escribió en primer lugar la versión orquestal. La versión para piano solo fue escrita por Liszt justo después de acabar la original, que, como sucedía en el Vals Mefisto n.º 1, era para orquesta: se basó en esa versión para crear  el Mephisto-Walz n.º 2 para piano solo y para cuatro manos. La versión original se estrenó en Budapest en 1881. Después de esta actuación, Liszt extendió la pieza y cambió radicalmente su final.
En cuanto a la armonía, el Segundo Vals de Mefisto anticipa a Aleksandr Skriabin, Ferruccio Busoni y Béla Bartók. Liszt comienza y termina este vals con un tritono que no resuelve, un intervalo musical famoso por representar al diablo en la música. En conjunto, el Segundo vals es más expresivo y violento que el primero de los Valses y que la Danza Macabra de Camille Saint-Saëns, la cual había sido transcrita por Liszt algunos años atrás. La pieza, debido a su disonancia, permanece firmemente en mi bemol mayor hasta que el tritono si—fa destruye el clímax de la obra justo al final.

### Tercer Vals de Mefisto
El Mephisto-Walz n.º 3 (S.216) lleva el lenguaje armónico mucho más lejos que los anteriores. Fue compuesto poco después del segundo de los Valses de Mefisto, en el año 1883. En él se nos presentan acordes en cuartas, así como numerosas frases siniestras con sucesiones de tríadas menores cuyas raíces se encuentran a una distancia de un semitono. 
Liszt sólo compuso este tercer Mephisto-Walz para piano, no lo hizo para orquesta, como sí había pasado con los dos primeros de la serie.

### Cuarto Vals de Mefisto
El Mephisto-Walz n.º 4, el último del conjunto (S.696), quedó inconcluso debido a que Liszt trabajó en él en 1885 y murió al año siguiente en Bayreuth. 
Existe una versión (S.216b) que tiene enteras las rápidas secciones exteriores de la pieza con el hueco que deja la incompleta y lenta parte central. Este S.216b se ha tocado y se ha grabado durante los últimos años. Leslie Howard, un aclamado pianista australiano, que grabó todas las piezas para piano solo de Liszt (algo que le llevó a publicar más de 95 CD), hizo una grabación completa de este vals, incluyendo la sección central. Howard había "restaurado" esa parte del vals utilizando los manuscritos de Liszt y apoyándose en el estilo del compositor austrohúngaro en sus últimos años. Howard varió lo mínimo posible la pieza con su propio estilo. Esta versión completa se encuentra disponible en la colección completa de música para piano de Liszt de Hyperion Records. 
Con el cuarto vals sucede como con el tercero: Liszt no hizo ninguna versión orquestal, solo compuso la que dejó, parcial en contenido, para piano solo.

## Otras composiciones
La Bagatelle sans tonalité (francés: "Bagatela sin tonalidad", en alemán "Bagatelle ohne Tonart") se incluye en algunas ocasiones entre los Mephisto-Walzer de Liszt. El manuscrito lleva el título de "Cuarto Vals de Mefisto". La intención de Liszt podría haber sido la de sustituir el cuarto vals cuando parecía que finalmente no sería capaz de terminarlo. Los críticos musicales hacen notar la similitud en la tonalidad principal entre las dos piezas, Re mayor, y la utilizan como prueba para confirmar su cercano periodo de composición, así como la pretensión original de Liszt con la Bagatela sin tonalidad.
Otra composición digna de consideración es la Polka Mefisto, una pieza de música programática compuesta por Liszt para piano solo entre 1882 y 1883. A pesar de que no es un vals, está escrita al estilo de una danza popular y comparte la temática de los Valses de Mefisto. 

## Influencia
Los Mephisto-Walzer dan el título a la novela de 1969 The Mephisto Waltz (inglés: "El vals de Mefisto"), del estadounidense Fred Mustard Stewart, pianista que estudió en la Juilliard School. 